# بوسموم (أقا إيغان)
بوسموم هي إحدى مشيخات المملكة المغربية، تتبع جغرافيا لإقليم طاطا وإداريًا لأقا إيغان. يقدر عدد سكانها بـ 569 نسمة حسب الإحصاء الرسمي للسكان والسكنى لسنة 2004.